# Cottonwood, Kalifornien
Cottonwood är en så kallad census-designated place i Shasta County i Kalifornien. Vid 2010 års folkräkning hade Cottonwood 3 316 invånare.